# Феназон
Феназо́н (торговая марка: «Антипирин») — лекарственное средство, анальгетик и антипиретик из группы пиразолонов.

## Общие сведения
Как и другие производные пиразолона, антипирин оказывает болеутоляющее, жаропонижающее и в той или иной степени противовоспалительное действие. По анальгезирующей и жаропонижающей активности препараты этой группы близки к производным салициловой кислоты. Производные пиразолона уменьшают проницаемость капилляров и препятствуют развитию воспалительной реакции. Механизм этого действия не выяснен. Влияния на систему гипофиз — надпочечники эти соединения не оказывают.
Наиболее активный противовоспалительный препарат этой группы, фенилбутазон, относительно сильно ингибирует биосинтез простагландинов. Он отнесён к группе нестероидных противовоспалительных препаратов.
Антипирин оказывает умеренное анальгезирующее, жаропонижающее и противовоспалительное действие. При местном применении отмечается некоторое кровоостанавливающее действие. Применяют антипирин при невралгиях, простудных заболеваниях.
В организме антипирин медленно метаболизируется: 30—40 % выводится в виде конъюгата с глюкуроновой кислотой, часть гидроксилируется до 4-гидроксиантипирина, часть распадается с разрывом пиразолонового цикла.

## Побочные эффекты
Возможные неблагоприятные последствия включают:
- Аллергия на пиразолоны
- Тошнота
- Агранулоцитоз
- Гепатотоксичность

## Физические свойства
Бесцветные кристаллы или белый кристаллический порошок без запаха, слабогорького вкуса. Очень легко растворим в воде (1:1), легко — в спирте. Растворы (рН 6,0—7,5) стерилизуют при +120 °C в течение 20 мин.

## История
Синтезирован Людвигом Кнорром в 1883 году.
Феназон был одним из первых синтетических анальгетиков, производных пиразолона, нашедших применение в медицине (1884). С получением других анальгетиков им стали пользоваться относительно редко. Широкого применения он в настоящее время не имеет, однако полностью значения он не потерял и сохранился в номенклатуре лекарственных средств.